# Profunditat de camp
|  | No s'ha de confondre amb Profunditat de focus. |

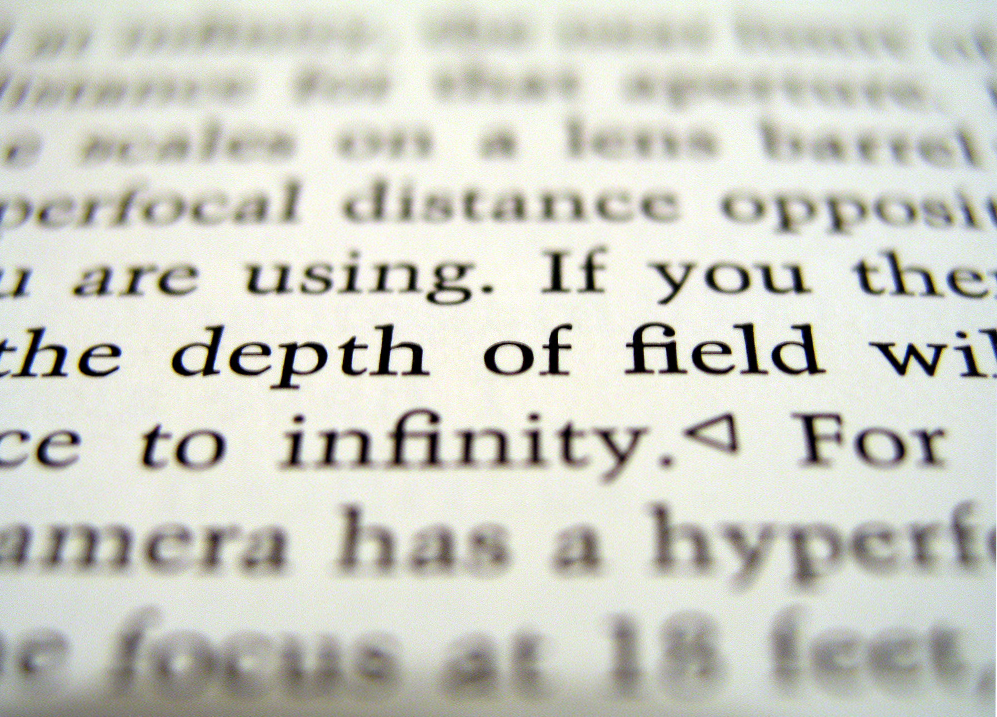
Exemple de poca profunditat de camp: només la línia central apareix enfocada

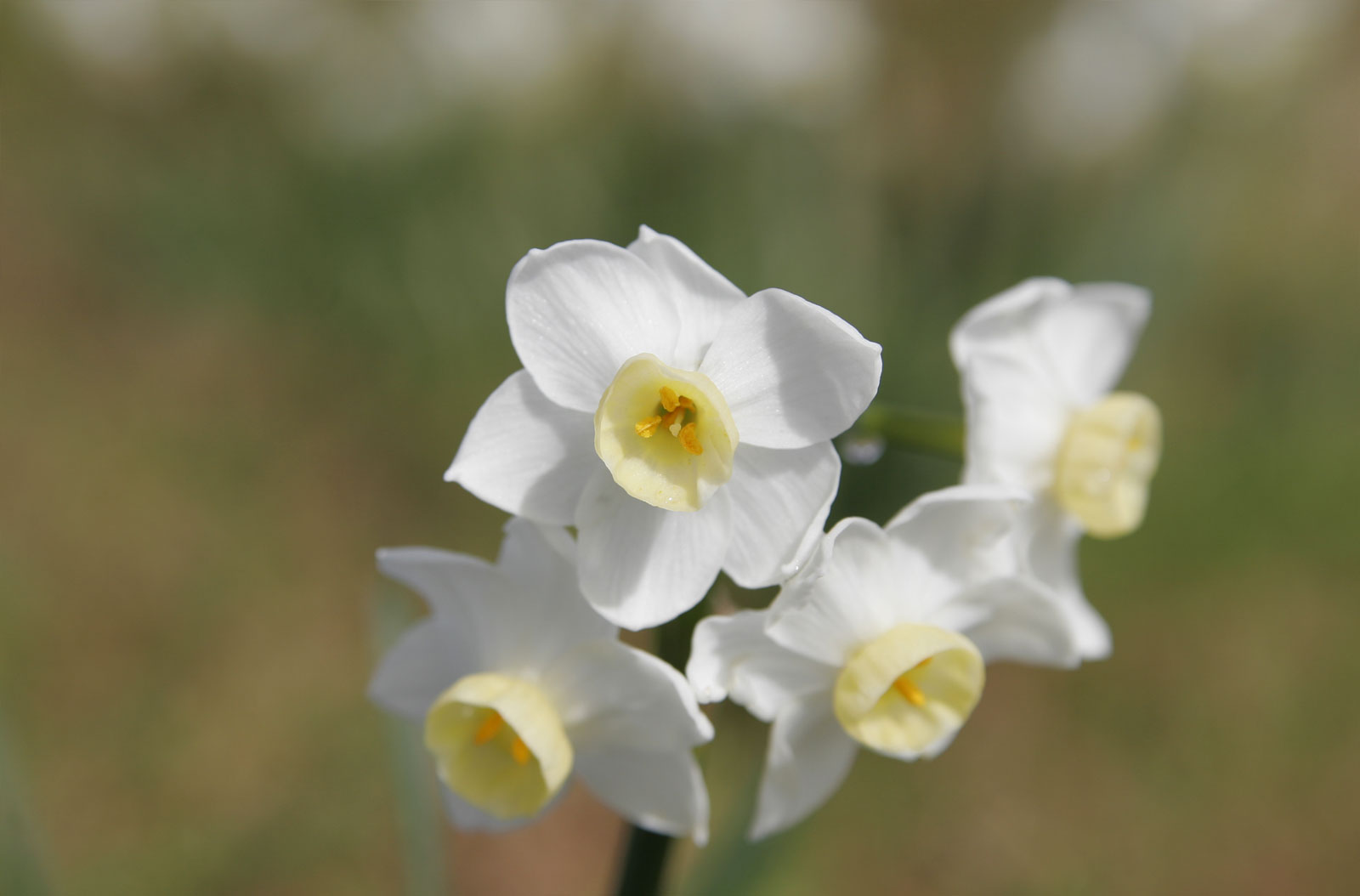
Imatge amb poca profunditat de camp

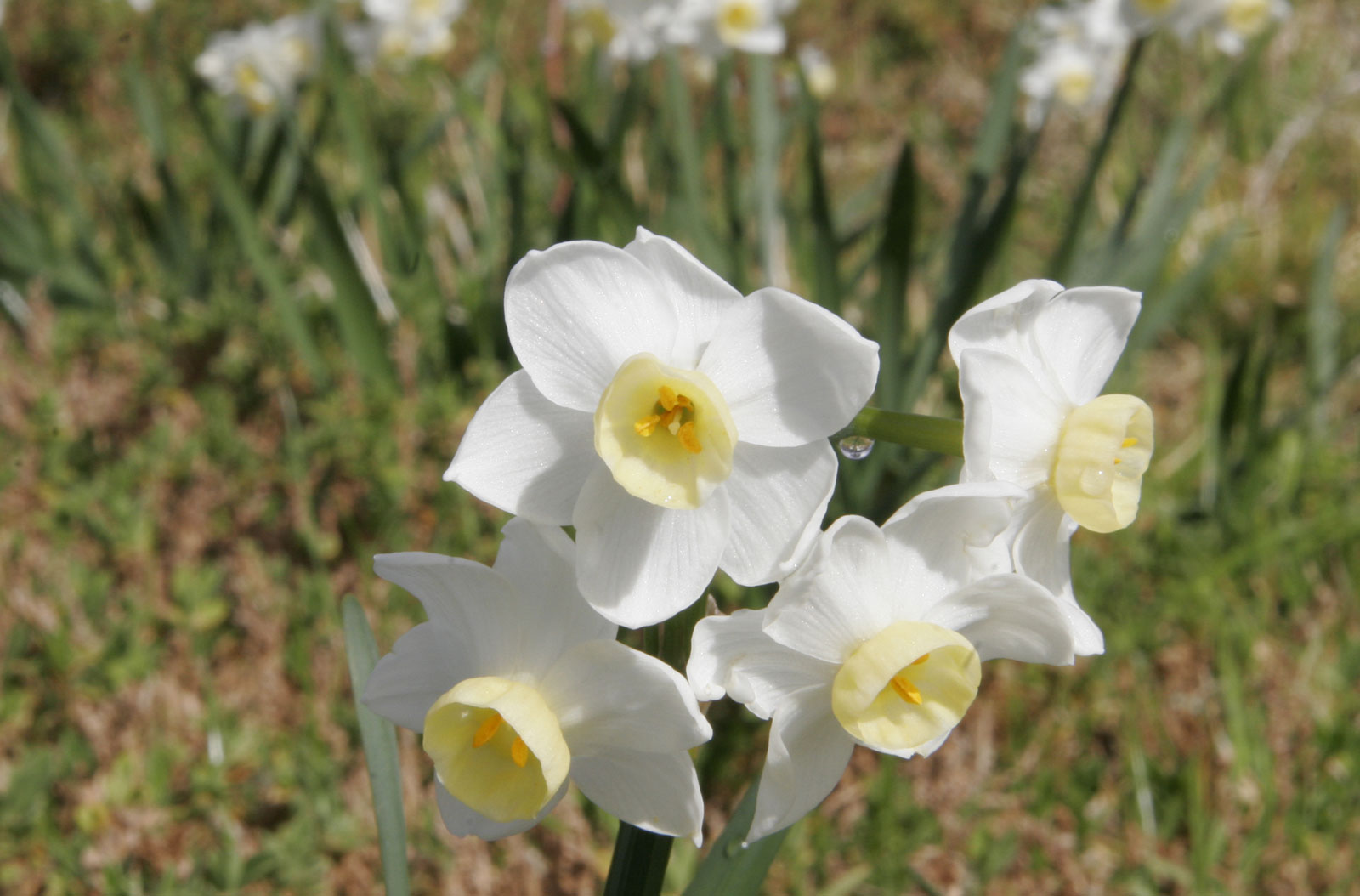
Imatge amb una profunditat de camp moderada

La profunditat de camp en fotografia i cinematografia és l'espai que hi ha entre dos punts, pròxim i llunyà, de manera que els objectes que hi ha entre aquests dos punts queden enfocats. Els objectes que queden més propers a la càmera que el punt pròxim surten desenfocats, i també els que queden més allunyats que el punt llunyà. La profunditat de camp també s'entén com l'espai per davant i per darrere del pla enfocat, comprès entre el primer i l'últim punt apreciablement nítid reproduït en el mateix pla d'enfocament.
Depèn de quatre factors:
- La mida del cercle de confusió màxim o CCM (per tant, el format i la mida de la impressió, a més de la distància d'observació i de la capacitat resolutiva de cada observador).
- La distància focal.
- L'obertura del diafragma, o número f.
- La distància d'enfocament.

Les limitacions de la profunditat de camp de vegades es poden superar amb diverses tècniques i equips. La profunditat de camp aproximada pot estar donada per:
{\displaystyle {\text{DOF}}\approx {\frac {2u^{2}Nc}{f^{2}}}}
per a un cercle de confusió donat (c), distància focal (f), nombre f (N) i distància al subjecte (u).
És important no confondre la profunditat de camp amb la profunditat de focus, que és el marge pel qual es pot col·locar la pel·lícula o sensor després de l'objectiu, de manera que el desenfocament no sigui apreciable.

## Factors que hi influeixen
La profunditat de camp depèn dels factors següents:
- Distància focal de l'objectiu: com més gran, menys profunditat de camp. Per tant, els objectius que tenen més profunditat de camp són els grans angulars, i els que en tenen menys són els teleobjectius.
- Obertura del diafragma: com més obert, menys profunditat de camp.
- Distància entre la càmera i el subjecte: com més gran, més profunditat de camp.

Si ho observem des de la distància proporcional a la mida de la còpia, resulta que tindria més profunditat de camp la còpia del format més gran, ja que l'observem més lluny també, cosa contrària al que es creu. Però, resulta que com per mantenir la mateixa angulació cal utilitzar òptiques amb més distància focal i resulta que aquest paràmetre és de major influència en la profunditat de camp, al final en té més el format menor, però per poc. Aquesta diferència s'incrementa quan les observem a la mateixa distància, ja que d'aquesta manera només hi influeix la distància focal.
1. La profunditat de camp només existeix en el context d'una reproducció. No és una propietat intrínseca d'una lent i depèn de valors d'apreciació subjectius.
2. La frase acceptablement nítida es refereix a la zona que envolta el pla de la imatge que està en focus. Tots els punts en una fotografia estan fora de focus en certa manera (encara que no sigui obvi), només un pla està perfectament enfocat. Els límits de la profunditat de camp són precisament on la falta de nitidesa es torna inacceptable per a l'observador.

La profunditat de camp no és una zona en què la fotografia està enfocada perfectament sinó la zona de la fotografia on el focus és prou proper al pla nítid per a ser acceptable. La profunditat de camp no dicta tampoc com estaran de borrosos els plans allunyats del pla nítid, una confusió comuna.
La profunditat de camp augmenta en relació inversa a l'obertura, és a dir, com més tancat es troba el diafragma o, cosa que és el mateix, com més gran sigui el nombre f triat. Per exemple, amb un diafragma de f5,6, la profunditat de camp no serà gaire àmplia, mentre que amb un diafragma de f11 o de f16, en serà considerable.
D'altra banda, com més a prop es trobi el motiu que es vol fotografiar, menor serà la profunditat de camp, independentment del diafragma seleccionat. Si s'utilitzen teleobjectius (o la part alta d'un zoom), també es redueix la profunditat de camp. Però amb objectius de gran angular, la profunditat de camp augmenta.
De tot això, es dedueix que s'ha d'enfocar amb molta cura quan hom fa servir un teleobjectiu, grans obertures o quan el subjecte és molt proper. En canvi, quan hom fa servir un gran angular, obertures reduïdes o quan el subjecte és llunyà, la profunditat de camp compensa els errors d'enfocament.
La profunditat de camp es pot usar de manera creativa: en general, la fotografia de paisatge demana grans profunditats de camp. En canvi, el retrat prefereix una profunditat de camp reduïda, que ajuda a desenfocar el fons i centra així l'atenció en el model.

## Cercle de confusió màxim CCM
Els cercles de confusió són els petits cercles de llum que formen cada punt d'una imatge que no està enfocada. Si un punt d'un subjecte està en el plànol enfocat, es produeix (o s'hauria de produir) un punt en el plànol del sensor o pel·lícula. Se sol dir que un punt del subjecte produeix un punt en la imatge. Però si situem un objecte per davant o per darrere d'aquest plànol enfocat, en comptes d'un punt imatge es formarà un disc de llum més o menys gran depenent de si està més o menys a prop del plànol enfocat.
El cercle de confusió màxim és la grandària que ha de tenir un cercle de confusió en la pel·lícula o sensor perquè quan en ampliar-ho vegem la còpia en unes condicions determinades i ens sigui indistingible d'un punt inferior en grandària, de manera que a partir d'aquesta grandària de punt cap a un altre de més gran comencem a percebre les coses com amb falta de nitidesa.
Internacionalment, s'ha establert que un punt de 0,25 mm en una còpia de 20x25 vist a uns 635 mm (25") és considerat com la màxima grandària de punt a partir del qual les imatges serien considerades amb falta de nitidesa. Aquest valor s'ha establert amb dades d'observació directa d'un gran nombre d'individus i s'ha establert un valor mitjà, perquè és evident que per a persones amb una agudesa visual per sobre de la normal la grandària d'aquest cercle ha de ser inferior als 0,25 mm. Tanmateix, en persones amb menys agudesa visual serà a l'inrevés. L'agudesa visual no depèn de la correcció que es necessiti per mitjà d'ulleres (aquesta correcció es dona per ben feta), sinó de la densitat de cèl·lules receptores en la retina. Per calcular finalment el valor del cercle de confusió màxim hem de dividir-li a aquest valor de 0,25 mm el factor d'ampliació que resulta de passar d'un format determinat a la grandària de còpia de 20 x 25 establert com a cànon. Així, en format 24 x 36 considerant els valors respecte al costat més curt 24 mm (el costat més llarg és variable en funció de la relació de proporció dels costats, 2/3 o 4/3, etc.) per passar a mesurar 200 mm (la còpia) 200/24 (del sensor)= 8,33 i ens donarà que 0,25/ 8,33= 0,03 mm com a grandària del CCM per a aquest format de 24 x 36. En la taula es veuen els valors per a diferents formats.
| Format              | Dimensions del sensor (mm) | Factor d'equivalència òptica | Diàmetre cercle màxim de confusió (mm) |
| ------------------- | -------------------------- | ---------------------------- | -------------------------------------- |
| FF (format complet) | 24 x 36                    | 1                            | 0,03                                   |
| APS-H (Canon)       | 28,7 x 19                  | 1,3                          | 0,024                                  |
| APS-C (Nikon)       | 23,6 x 15,7                | 1,5                          | 0,02                                   |
| APS-C (Canon)       | 22,3 x 15,1                | 1,6                          | 0,019                                  |
| 4/3                 | 17,3 x 13                  | 2                            | 0,016                                  |
| Nikon 1             | 13,2 x 8,8                 | 2,7                          | 0,011                                  |
| Micro 4/3           | 7,6 x 5,7                  | 4,2                          | 0,007                                  |
| Compacta 1/2,5"     | 5,76 x 4,29                | 5,6                          | 0,005                                  |

## Efecte del diafragma sobre la profunditat de camp (número f)
L'efecte del valor de diafragma sobre la profunditat de camp "PDC" també és senzill d'estudiar. Com més tancat estigui el diafragma, major és la profunditat de camp o, cosa que és el mateix, a major nºf més profunditat de camp. La raó física és que a causa de tancar el diafragma el con de llum que forma aquest amb el punt de l'objecte es redueix en angle, per la qual cosa els cercles de confusió màxims se situen més lluny del plànol enfocat que si l'angle està més obert. Aquest fenomen s'explica de forma més gràfica en la imatge inferior.

Efecte del diafragma sobre la profunditat de camp. Els punts en el pla enfocat (2) projecten punts en el pla imatge, però els que estan fora del pla enfocat (1 i 3) causen un cercle de confusió, projectant una imatge borrosa. En fer servir un diafragma, l'àrea efectiva de la lent (4) es redueix, cosa que fa que la mida dels cercles de confusió disminueixi (ja que l'angle entre els rajos de màxima separació angular provinents d'un mateix punt es veu reduït pel diafragma), i que els objectes allunyats del pla enfocat es vegin més nítids, incrementant-se així la profunditat de camp (la distància al voltant del pla enfocat a la qual els objectes es veuen amb una certa nitidesa).

El fet que un diafragma molt obert redueixi la profunditat de camp explica per què les persones miops s'hi veuen pitjor de nit, ja que el rang d'enfocament es redueix i això fa que el defecte visual es faci més evident, a causa d'aquest escurçament del rang en el qual l'enfocament és precís.

## Altres factors

### Efecte combinat de distància focal i distància d'enfoc en fotografia d'aproximació
Sempre que ens trobem en rangs d'enfocament inferiors a 1/4 de la distància hiperfocal, la profunditat de camp sempre que mantinguem una ampliació determinada no variarà estiguem amb la focal que estiguem. Això en fotografia macro es compleix a la perfecció, ja que estem per sota d'aquests valors de distància d'enfocament inferior a 1/4 de la distància hiperfocal, però en fotografia distant per sobre d'aquests valors no es compleix. En aquests casos dins dels rangs esmentats, amb un tele tenim menys profunditat de camp que amb un normal o un angular i això és veritat mentre els altres paràmetres es mantenen constants; però si mantenim la mateixa ampliació encara que canviem la focal, canviant proporcionalment la distància d'enfocament parteixi enquadrar el mateix, la profunditat de camp no variarà, la PDC que perdo si augmento la distància focal la guanyes per posar-te més lluny. El que succeeix és que amb teleobjectius el fons desenfocat es veu més gran que amb un angular, i per això, ens sembla més desenfocat; però si ens fixem veurem que tant el fons de la foto feta amb l'angular com el fons de la feta amb el tele té la mateixa falta de nitidesa si el motiu està enquadrat a la mateixa ampliació i treballem amb el mateix format i diafragma. De fet, en el motiu que estiguem fotografiant, veurem que hi ha la mateixa PDC si enfoquem al mateix pla amb un angular que amb un tele.

### Influència del canvi de format en la PDC
Per saber si augmenta o disminueix la PDC amb un format o un altre és ben senzill. Si busco la mateixa angulació en el registre d'una imatge, si utilitzo un format petit tindré més PDC que amb un format més gran a causa que per a la mateixa angulació amb un format superior cal augmentar també la distància focal: resulta que la PDC es redueix més ràpidament en les distàncies focals llargues que en les curtes. Però en aquesta equació no hem considerat el factor de la mida del cercle de confusió màxim, i resulta que atenint-nos a això, el format petit pel simple fet d'haver d'ampliar més per aconseguir la mateixa còpia de gran perdrà PDC, el que succeeix és que el factor de la distància focal és més important que el del cercle de confusió màxim pel que segueix guanyant en PDC el format menor, però no guanya tant com en principi semblava, ja que parcialment es compensa amb el CCM. Ara bé, si pretenem fer una còpia de la mateixa mida amb dos formats diferents amb la mateixa òptica, número f i distància d'enfocament (evidentment cada fotografia tindrà enquadraments diferents) resulta que la foto amb el format menor tindrà menys PDC que la del format més gran, ja que l'únic factor que estem canviant és el del CCM. Però en aquest mateix cas, si en comptes de fer una còpia de la mateixa mida fem una còpia proporcional a cada format i l'observem a la mateixa distància llavors la PDC serà la mateixa amb els dos formats.

### Distància d'observació
La distància d'observació és constant en totes les proves per a una mida de còpia fix, però si alterem aquest paràmetre poden passar tres coses:
1. Si mantenim la mida de còpia, a l'allunyar-nos augmentarà la PDC.
2. Si en allunyar-nos o apropar-nos canviem proporcionalment, la mida de la còpia la PDC serà la mateixa
3. Si augmentem la mida de la còpia, però l'observem a la mateixa distància, disminuirà la PDC. Això es dona en el moment que volem fer una foto d'una vista general d'una ciutat per exemple amb els seus edificis. Si volem jugar amb algun element que estigui més a prop que el ∞ en el qual hi ha els edificis de la ciutat, podem fer ús de la distància hiperfocal per aconseguir nitidesa amb molta profunditat, llavors enfocarem un punt més proper que ∞ i aconseguirem veure bé tota la foto mentre la veiem a la distància adequada amb la mida de còpia estàndard; però si fem un mural amb aquesta foto i la seguim volent veure de prop per apreciar els detalls dels edificis, ens emportarem una decepció perquè el que abans ens semblava nítid ara ho veiem desenfocat i ens adonem que per fer aquesta foto i exigir-li tant pel que fa a l'observació no podem fer ús de la distància hiperfocal i en aquest cas hem d'enfocar a ∞ directament.[8]